# Ilha Crown Prince Frederik
A Ilha Crown Prince Frederik é uma ilha desabitada do Arquipélago Ártico Canadiano, no território de Nunavut, norte do Canadá. Fica no golfo de Boothia, a 10 km da costa da ilha de Baffin e a noroeste da península de Melville. Tem 401 km2 de área.